# Bâtonnier
Bâtonnier (von franz. bâton = Stab, Stock;  Stabträger einer Genossenschaft, Obermeister einer Zunft) ist der Präsident oder der Vorsitzende des barreau, der französischen örtlichen Rechtsanwaltskammer, den die französischen Rechtsanwälte zur Einhaltung der Berufsordnung und „zur Handhabung der Ordnung und Disciplin ihres Standes“ wählen.
Bâtonnier heißt auch der Fahnenträger einer Zunft.